# Яровниці
Яровниці, або Яровніце (словац. Jarovnice) — село в Словаччині, Сабинівському окрузі Пряшівського краю. Розташоване в північно-східній частині Словаччини в Шариській височині в долині потока Мала Свинка.
Уперше згадується у 1260 році.
У селі є римо—католицький костел, у 1524 році перебудований в стилі ренесансу, розширений у 1768 році.

## Населення
| Рік:            | 1993 | 2003     | 2013     | 2023     |
| --------------- | ---- | -------- | -------- | -------- |
| Кількість осіб: | 3289 | 4406     | 5935     | 7992     |
| Різниця:        |      | +33,96 % | +34,70 % | +34,65 % |

| Рік:            | 2022 | 2023    |
| --------------- | ---- | ------- |
| Кількість осіб: | 7711 | 7992    |
| Різниця:        |      | +3,64 % |

У селі проживає 5598 осіб.
Національний склад населення (за даними останнього перепису населення — 2001 року):
- словаки — 82,20 %,
- цигани — 16,29 %,
- чехи — 0,22 %,
- русини — 0,05 %,
- українці — 0,02 %,
- угорці — 0,02 %.

Склад населення за приналежністю до релігії станом на 2001 рік:
- римо-католики — 95,98 %,
- греко-католики — 0,99 %,
- протестанти — 0,07 %,
- православні — 0,05 %,
- не вважають себе вірянами або не належать до жодної вищезгаданої конфесії — 2,84 %.